# Coliade commun du Nord
Colias pelidne
Espèce
Le Coliade commun du Nord  (Colias pelidne) est un  insecte lépidoptère de la famille des Pieridae, de la sous-famille des Coliadinae et du genre Colias.

## Dénomination
Colias pelidne a été nommé par Jean-Baptiste Alphonse Dechauffour de Boisduval  et John Eatton Le Conte en 1829.
Synonyme : Eurymus pelidne ; Dyar, 1903.

### Noms vernaculaires
Le Coliade commun du Nord se nomme Blueberry Sulphur en anglais.

### Sous-espèces
- Colias pelidne pelidne; présente dans l'Arctique.
- Colias pelidne skinneri Barnes, 1897 présente dans les Montagnes Rocheuses[1].

## Description
Le Coliade commun du Nord est le plus petit coliade du Canada (son envergure varie de 33 à 44 mm). Le dessus du mâle est jaune pâle avec une partie basale suffusée de marron et une bordure noire. Le dessus de la femelle est d'une couleur variant du jaune au blanc avec une bordure étroite ou absente. Chez le mâle et la femelle la frange est rose, le point discoïdal au centre de l'aile antérieure peu marque et le point discoïdal au centre de l'aile postérieure très peu visible.
Le revers est de couleur jaune à frange rose, verte aux postérieures avec un point discocellulaire blanc cerclé de rose.

### Chenille
La chenille est verte avec une bande dorsale jaune et une ligne blanche bordée de rose sur chaque flanc

## Biologie

### Période de vol et hivernation
Le Coliade commun du Nord vole entre la fin juin et le début août, en une seule génération.

### Plantes hôtes
Les plantes hôtes de sa chenille sont des Vaccinium et Gaultheria humifusa.

## Écologie et distribution
Le Coliade commun du Nord est présent dans le nord de l'Amérique du Nord, le Manitoba, le Labrador, Terre-Neuve, l'Ontario, le Québec, la Saskatchewan, le Yukon, l'Alberta, la Colombie-Britannique,  l'Idaho, le Montana et le Wyoming. Il est réparti en plusieurs isolats, un vers l'est à Terre-Neuve, au labrador et autour de la baie d'Hudson, un au nord-ouest de la Colombie-Britannique et au Yukon, et un dans les Montagnes Rocheuses en Alberta, Colombie-Britannique, Idaho, Montana, l'est de l'Idaho et Wyoming,.

### Biotope
Le Coliade commun du Nord réside dans la toundra arctique et dans les prairies sub-alpines des Montagnes Rocheuses.

### Protection
Pas de statut de protection particulier.